# Дураццо, Стефано (дож)
Стефано Дураццо (итал. Stefano Durazzo; Генуя, 1668 — Генуя, 1744) — дож Генуэзской республики.

## Биография
Сын дожа Пьетро Дураццо и Виоланты Гарбарино, родился в Генуе в 1635 году. Был крещен в церкви Санта-Сабина 5 ноября того же года.
Вместе со своим братом Чезаре получил образование в колледже Милана, а также посещал военную академию. Военное образование впоследствии позволило Стефано около 43 лет работать в магистрате войны, а затем и в магистрате милосердия. Одновременно он с братом Чезаре участвовал в управлении семейными активами, связанными с производством и торговлей шелком. Благодаря торговым связям, он также служил в магистрате шелка в 1731—1734 годах.
3 февраля 1734 года, подавляющим большинством голосов (380 из 500) членов Большого Совета, Дураццо был избран новым дожем, 152-м в истории Генуи, став одновременно королем Корсики. 8 мая состоялась его торжественная коронация в соборе Святого Лаврентия.

### Правление и последние годы
В период своего мандата, как и его предшественники, Дураццо пришлось столкнуться и каким-то образом пытаться стабилизировалось восстание жителей Корсики. Несмотря на привычную линию по использованию тактики сильной руки против повстанцев, дож отправил на остров двух сенаторов — Уго Фиески и Пьетро Мария Джустиниани, — которые объявили программу амнистии и примирения. Впрочем, «мирная миссия» не достигла успеха, и вскоре дож направил на остров Феличе Пинелли, сторонника жесткой линии.
По истечении срока мандата 3 февраля 1736 года Дураццо продолжал служить на различных должностях: президента магистрата войны (1737; 1741; 1743) и государственного инквизитора (1738, 1740, 1742).
Умер в Генуе 24 января 1744 года. Его тело было погребено в церкви Утешения.

### Личная жизнь
От брака с Бенедеттиной Дураццо (13 февраля 1713) имел пятерых детей: Пьетро Франческо (1717); Николо Франческо (1719, иезуит); Чезаре Лоренцо (1720); Виоланте (1722, жена Джакомо Антонио Бальби); Марию Аурелию (1725, жена Джакомо Филиппо Кареги).